# Phanoperla astrospinata
Phanoperla astrospinata är en bäcksländeart som beskrevs av Bill P.Stark och Sheldon 2009. Phanoperla astrospinata ingår i släktet Phanoperla och familjen jättebäcksländor. Inga underarter finns listade i Catalogue of Life.